# Parablastothrix zygonomus
Parablastothrix zygonomus är en stekelart som beskrevs av Muhammad Sharif Khan 1983. Parablastothrix zygonomus ingår i släktet Parablastothrix och familjen sköldlussteklar. Inga underarter finns listade i Catalogue of Life.